# 대륙낭인
대륙낭인(일본어: 大陸浪人 타이리쿠로우닌[*])은 메이지 시대 초기에서 제2차 세계 대전 종전 때까지 중국 대륙, 유라시아 대륙, 시베리아, 동북아시아 등을 중심으로 각지를 방랑하며 각종 정치 활동을 벌이던 무리들을 가리킨다. 지나낭인(일본어: 支那浪人 시나로우닌[*])으로도 불린다.
대륙낭인의 활동영역은 중국(지나) 본토에 한정되지 않고 한반도, 만주, 시베리아 등 일본 제국의 진출 영역과 일치하는 경향이 있다. 그들은 표면상으로는 특정 조직에 소속되어 있지 않다고 주장하면서 스스로를 "낭인" 또는 "(탈번)지사"라고 칭했는데, 본문 주제의 용어가 여기서 비롯되었다.
"대륙낭인"을 "국가주의, 대외팽창론에 따라 대륙 각지에 거주·방랑한 일본 민간인의 통칭"이라고 정의하기도 하나, 그런 경향도 없던 것은 아니지만 모든 대륙낭인이 일본의 대외팽창을 지지한 것은 아니다. 군인이나 관료가 대륙낭인과 같은 활동을 하기도 했고, 나아가 대륙낭인을 칭하면서 실제로는 군부나 남만주 철도 같은 현지 일본계 기업과 결탁해 사사로운 이익을 위해 암약한 사람도 존재하는 등 그 범위를 정하는 것은 어렵다. 다만 다양한 목적을 가진 대륙낭인들이 자신의 정치적 이상을 반영하는 형태로 일본의 외교 정책에 어떤 영향을 미치거나 아시아에서 일본의 사업의 확립시키는 것을 목표로 사적 활동을 펼친 존재라는 점은 틀림없다.